# باوج
باوج شهری از توابع بخش ابولفارس شهرستان رامهرمز در استان خوزستان ایران است. این شهر که مرکز بخش ابوالفارس می‌باشد در شمال شرقی شهرستان رامهرمز قرار دارد.
مردم این شهر از ایل بهمئی و طایفه علاءالدینی می‌باشند.

## رودخانه
رودخانه باوج ابوالفارس که از رشته کوه‌های زاگرس سرچشمه می‌گیرد پس از عبور از باوج و روستاهای ابوالفارس و بین دوتا کوه که دوگچه نامیده می‌شود، وارد روستای سلطان آباد رامهرمز می‌شود و از آنجا به رودخانه مارون می‌ریزد.

## جمعیت
این شهر در دهستان ابوالفارس قرار دارد و براساس سرشماری مرکز آمار ایران در سال ۱۳۸۵، جمعیت آن ۵۹۴ نفر (۱۱۲خانوار) بوده است.